# Vavilov (vulcano sottomarino)
Il Vavilov è un vulcano sottomarino  localizzato nel Mar Tirreno, tra la Penisola italiana e la Sardegna, 160 km sud-ovest del golfo di Napoli, battezzato in onore dello scienziato russo Nikolaj Ivanovič Vavilov.

## Caratteristiche
Il Vavilov è un vulcano inattivo. La sua origine viene datata da 6-7 a 2 milioni di anni fa. L'attività vulcanica associata all'Arco Eoliano è attribuita allo scivolamento della zolla africana sotto il Mar Tirreno.
Scoperto nel 1959 da V.P. Goncharov a bordo della nave di ricerca sovietica Akademik Vavilov, e battezzato in onore dello scienziato Nikolaj Ivanovič Vavilov, questo monte sottomarino è stato studiato di recente nell'ambito di un progetto strategico del CNR per mezzo di un multibeam, un sonar multifascio che irradia il fondo marino con onde acustiche perpendicolari alla rotta della nave permettendo così di rilevare una fascia di fondale di larghezza circa 4 volte la profondità dell'acqua.
Esteso per 33 km in lunghezza e 17 km in larghezza, si eleva per circa 2700 metri dal fondale marino raggiungendo con la sommità la quota di circa 730 metri sotto la superficie del Tirreno. La base del Vavilov poggia sull'omonimo bacino a una profondità che varia da 3500 m a est, a 3200 m a ovest. Una caratteristica peculiare del vulcano è una forte asimmetria fra i due versanti, con una ripida inclinazione sul versante occidentale e una inclinazione più lieve sul fianco orientale.

## Bacino del Vavilov
Il Vavilov sorge al centro di un'area batiale costituita dal bacino del Vavilov, caratterizzata da un basamento a crosta oceanica (o pseudo-oceanica) con uno spessore crostale ridotto a soli 10 km. La presenza di una crosta sottile è tipica del vulcanismo di retroarco, dove predominano le rocce tholeiitiche. A oriente del bacino del Vavilov vi è un'altra area di crosta oceanica battezzata Bacino del Marsili in quanto vi è localizzato l'omonimo vulcano. I bacini di Marsili e Vavilov sono divisi da una soglia batimetrica con direzione nord-sud e spessore crostale superiore a 15 km. Si ritiene che il bacino del Vavilov costituisca la più profonda area di crosta oceanica nel Mar Tirreno, con una profondità di circa 3500 m.

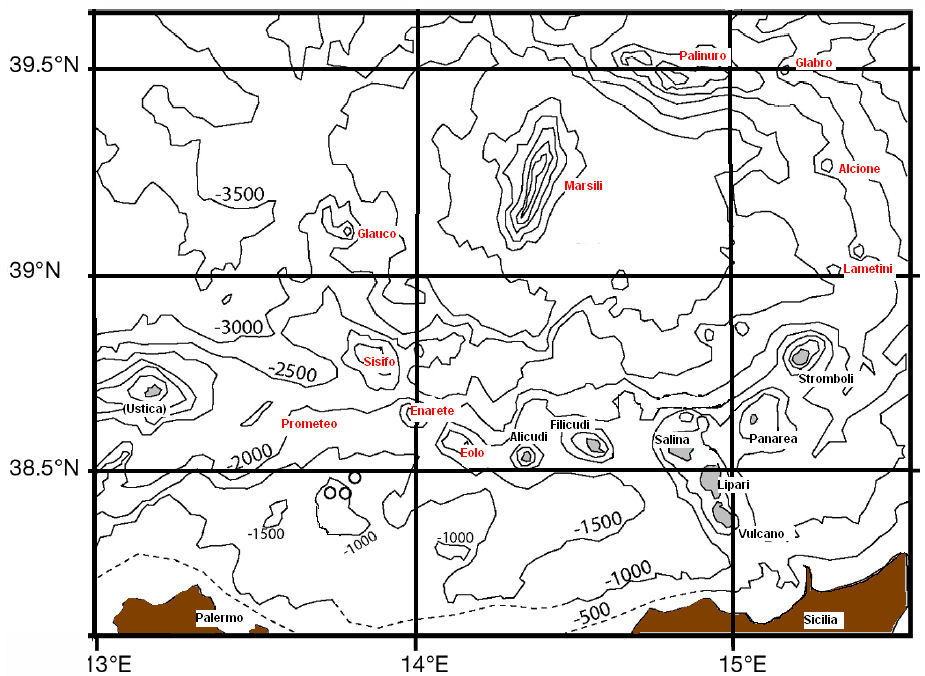
Arco Eoliano, con linee di costa e isobate di 500 m. Isole Eolie in grigio e nome in carattere di colore nero; montagne sottomarine in carattere di colore rosso.